# علامة غوردون
علامة غوردون (بالإنجليزية: Gordon's sign)‏ هي علامة سريرية يؤدي فيها الضغط على عضلة الساق إلى بسط منعكس باطن القدم. توجد في المرضى الذين يعانون من آفات السبيل الهرمي، وهي واحدة من الاستجابات الشبيهة ببابينسكي. سميت بهذا الاسم نسبة إلى طبيب الأعصاب ألفريد غوردون.